# Urophora paulensis
Urophora paulensis är en tvåvingeart som beskrevs av Steyskal 1979. Urophora paulensis ingår i släktet Urophora och familjen borrflugor. Inga underarter finns listade i Catalogue of Life.